# Geranomyia melanoxyna
Geranomyia melanoxyna là một loài ruồi trong họ Limoniidae. Chúng phân bố ở vùng nhiệt đới châu Phi.